# Aszo (vulkán)
Az Aszo (japánul 阿蘇山, Hepburn-átírással Aso-san) Japán legnagyobb működő vulkánja. Hatalmas, 120 km kerületű kalderája a legnagyobb aktív kaldera a világon. A központjában elhelyezkedő Naka-csúcs kráterei kedvelt turistalátványosságok.

## Geológiája
Az Aszo Japán legdélibb nagy szigetén, Kjúsún helyezkedik el a Kumamoto prefektúrában, az Aszo-Kudzsú nemzeti park területén. A központi vulkanikus kúpok közül a nagyobb csúcsok a Taka-dake (1592 m), Naka-dake (1506 m), Neko-dake (1433 m), Kisima-dake (1362 m) és az Ebosi-dake (1337 m).

### Kialakulása

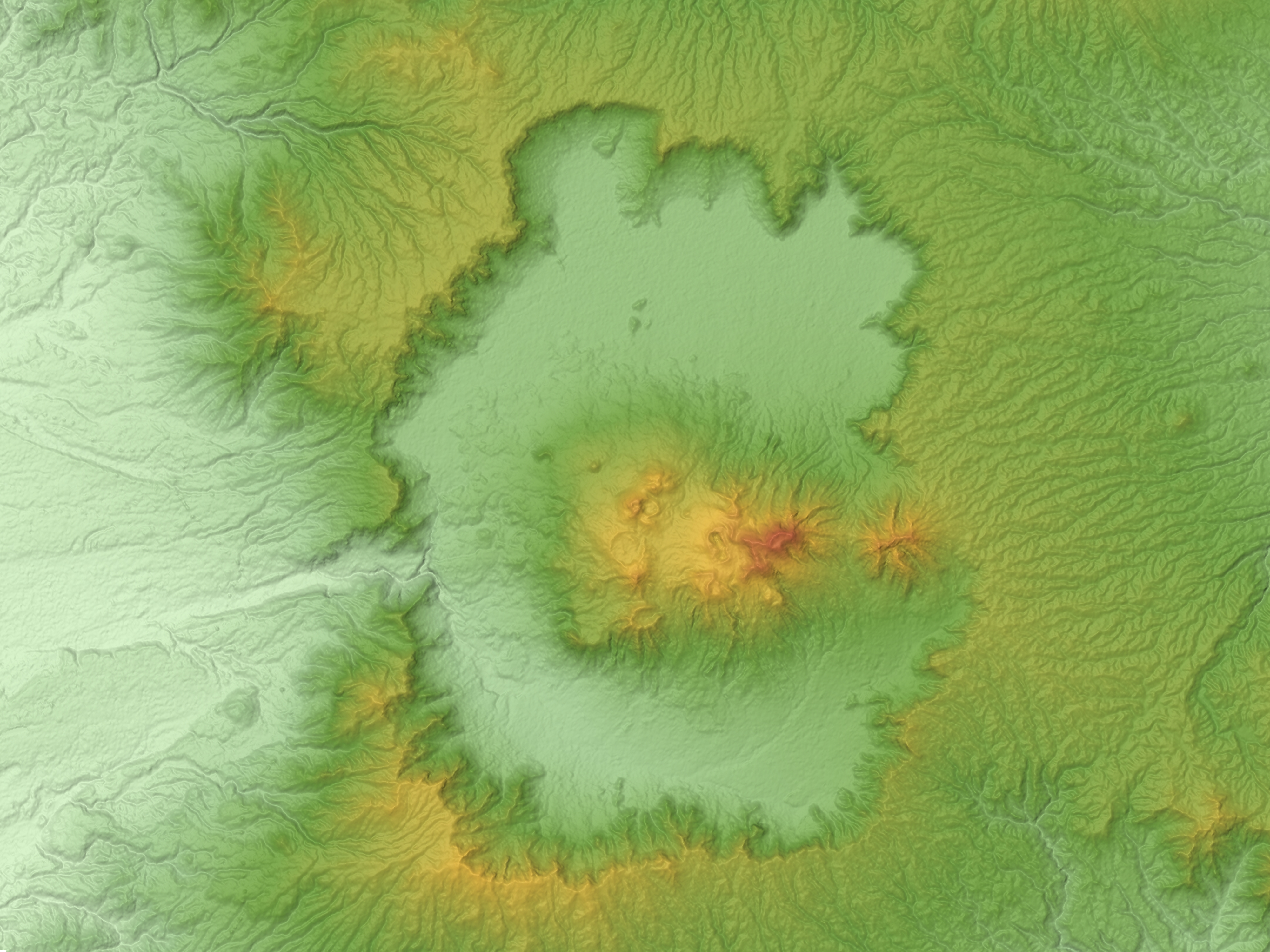
Az Aszo kalderája

A vulkán mai formáját négy hatalmas robbanásos kitörés alakította ki, az első 300 000, a legutolsó pedig 90 000 évvel ezelőtt történt. A kitörésok során keletkező piroklasztárak Kjúsú nagy részét beborították. A legutolsó nagy kitörés során mintegy 600 km³ tefrát lövellt ki.
Típusát tekintve Vezúv-Somma vulkán, az első nagy kitörés után a hegy alatt elhelyezkedő magmakamra beszakadt, jókora (észak-déli irányban 25, kelet-nyugati irányban 18 km átmérőjű) kalderát és azt körbevevő, néhány száz méter magas sziklafalat (sommát) hagyva maga után. Az ezt követő kitörések a kaldera központi és nyugati részén félszigetszerűen benyúlóan 12 kisebb és 5 nagyobb vulkanikus kúpot hoztak létre, melyek a nagyjából sík kalderát egy nagyobb északi medencére (Aszo-dani) és egy keskenyebb déli völgymedencére (Nango-dani) osztják ketté. A 279 km² területű kaldera udvarába három város is települt: Aszo (28 931 lakos), Minamiaszo (12 015 lakos) és Takamori (7018 lakos).

### Jelenlegi aktivitása
Jelenleg csak a legészakibb Naka-csúcs aktív, 600 méter átmérőjű explóziós üstjében három, viszonylag fiatal kráter található. A Naka-dake i. sz. 553-as kitörése volt az első vulkáni aktivitás, amit a japán írásos emlékek megemlítenek. Állandóan füstölő és néha lávát köpő kráteréhez aszfaltút és drótkötélpálya vezet fel, így a turisták által könnyen megközelíthető. A vulkanikus tevékenység megerősödése esetén azonban a környéket a hatóságok lezárhatják.  1965 óta 7 alkalommal volt itt aktivitás: 1974, 1979, 1984–1985, 1989–1991, 2009, 2011 és 2015.
A geológiailag aktív területen igen sok melegvizű forrás és az azokra telepített hagyományos japán fürdő, ún. onszen található. Legutóbb 2021. Október 20-án szerdán tört ki!

## Galéria

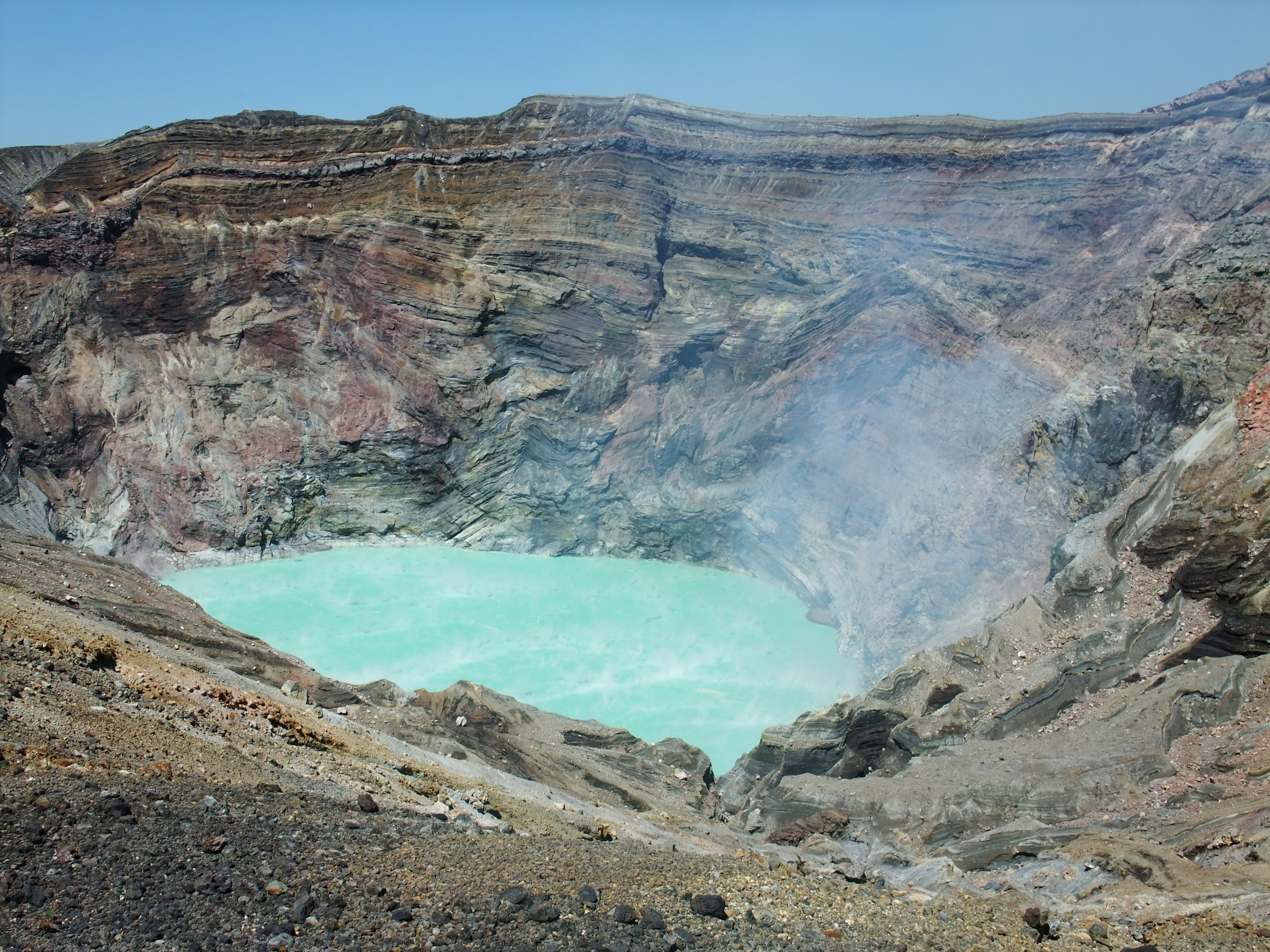
A Naka-dake krátertava
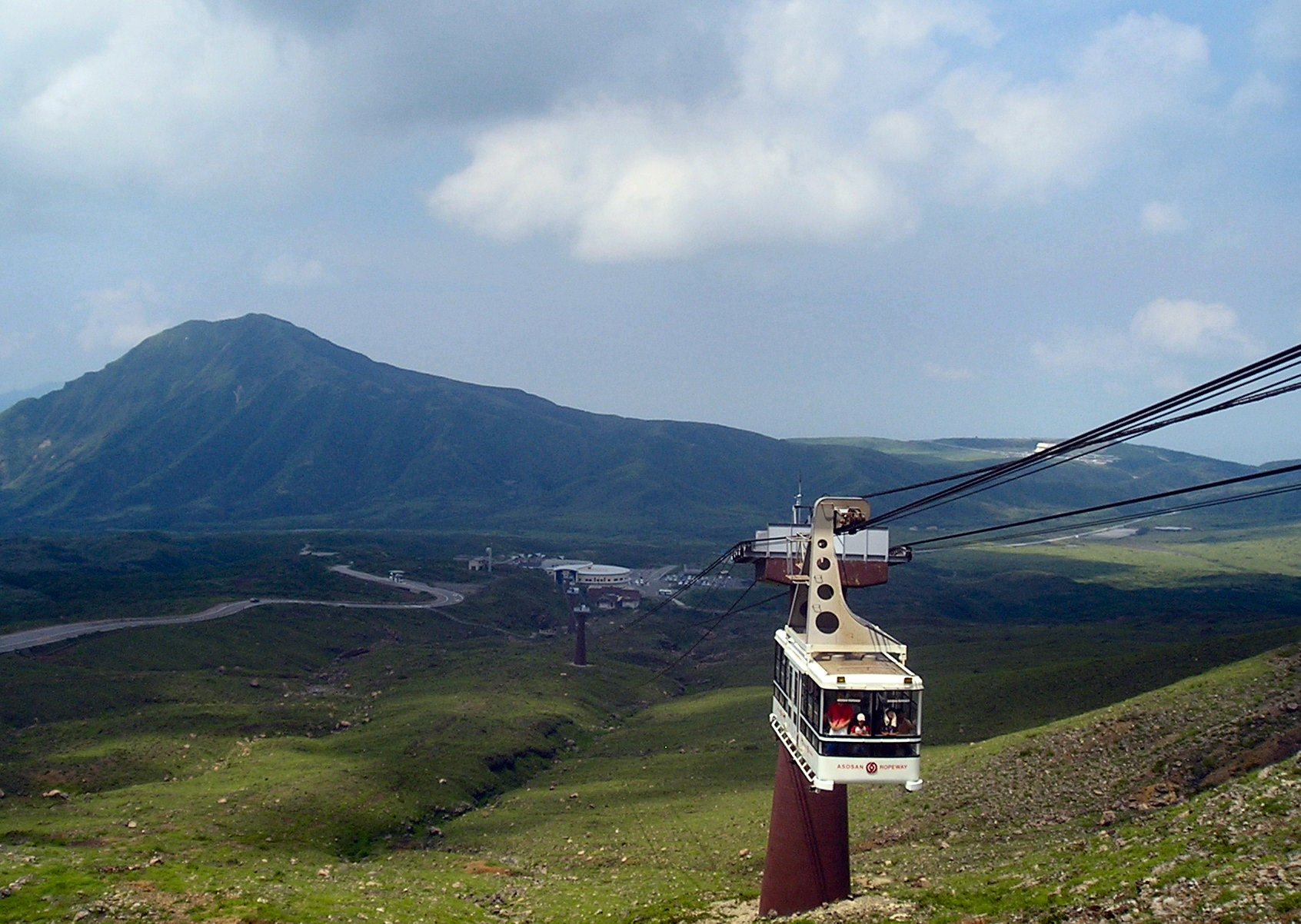
A csúcsra felvezető drótkötélpálya
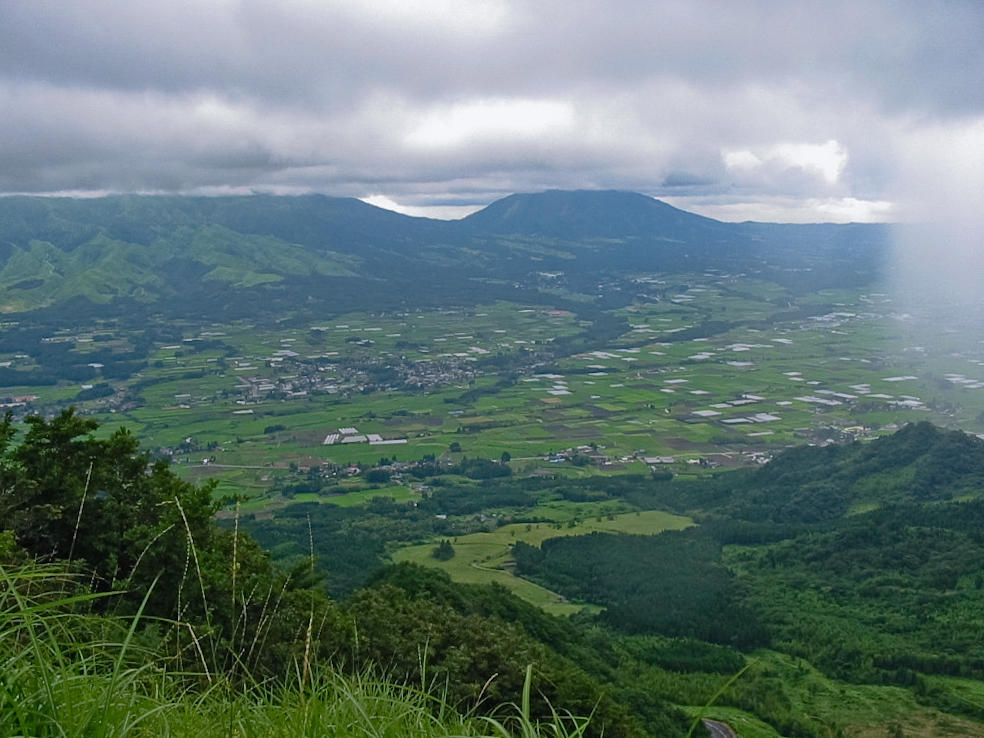
A déli völgy
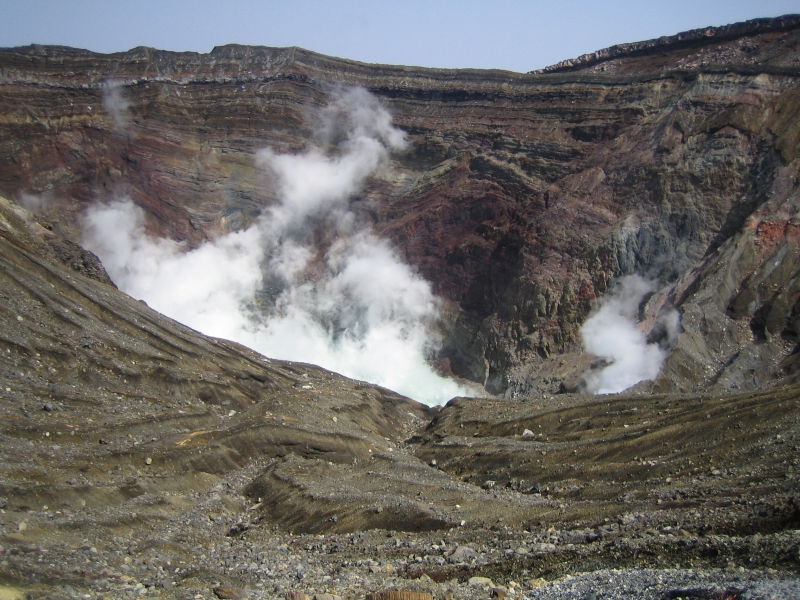
A Naka-dake füstölgő krátere